# Tom McCormick
Thomas McCormick (Dundalk, 8 de agosto 1890 - França, 6 de julho de 1916) foi um pugilista irlandês, campeão mundial dos meios-médios em 1914.

## Biografia
Entre 1911 e 1913, em seus primeiros anos como profissional, McCormick boxeou primordialmente em solo britânico, mantendo um cartel repleto de vitórias e com raras derrotas.
Em 1914, excursionou até à Austrália, aonde conquistou os títulos de campeão inglês e do Império Britânico, após derrotar nos pontos o então campeão Johnny Summers.
Em seguida, capturou também para si o título de campeão mundial dos meios-médios, após vitória sobre o dinamarquês Waldemar Holberg. E depois reteve com sucesso seus títulos na revanche cedida a Johnny Summers, com um imponente nocaute no 1º assalto.
Porém, já em sua luta seguinte, pouco mais de três meses após sua chegada à Austrália, acabou perdendo todos seus títulos para Matt Wells. Após mais duas derrotas consecutivas em solo australiano, decidiu retornar à Inglaterra ainda em 1914. 
Tentou recuperar o título de campeão inglês dos meios-médios em 1915, mas acabou perdendo por nocaute para Johnny Basham.
Interrompeu sua carreira para servir na Primeira Guerra Mundial, aonde veio a falecer em 1916, combatendo as tropas alemãs em território francês.